# Acanthochitona sibogae
Acanthochitona sibogae är en blötdjursart som först beskrevs av Thiele 1910.  Acanthochitona sibogae ingår i släktet Acanthochitona och familjen Acanthochitonidae. Inga underarter finns listade i Catalogue of Life.